# Stručno izvješće
Stručno izvješće, vrsta stručnog djela. Predstavlja skup obrađenih činjenica i mišljenja o predmetu izvještaja.